# Riding the Bullet
Riding the Bullet (bra: Montado na Bala; prt: Uma Boleia Arriscada, ou Boleia Arriscada), também chamado de Stephen King's Riding the Bullet, é um filme teuto-canado-estadunidense de 2004, dos gêneros suspense e terror, escrito e dirigido por Mick Garris, com roteiro baseado no romance Riding the Bullet, de Stephen King.

## Sinopse
Alan Parker é um jovem artista da Universidade do Maine, que é constantemente assombrado por imagens de morte, desde o desaparecimento do seu próprio pai, quando tinha apenas 6 anos de idade. Quando um dia suspeita que a namorada o vai deixar, Parker decide suicidar-se. Mas quando Alan recebe a notícia de que sua mãe sofreu um derrame e está internada em um hospital, ele pega uma carona para visitá-la. No meio da estrada, ele conhece uma figura sombria. É a morte, que o incita a cometer suicídio com promessas de uma vida feliz e romântica "do outro lado".

## Elenco
- Jonathan Jackson.... Alan Parker
- David Arquette....  George Staub
- Cliff Robertson....  Farmer
- Barbara Hershey.... Jean Parker
- Erika Christensen.... Jessica Hadley
- Barry W. Levy.... Julian Parker
- Nicky Katt....Ferris
- Jackson Warris.... Alan aos 6
- Jeff Ballard.... Alan aos 12
- Peter LaCroix.... Alan maduro
- Chris Gauthier....Hector Passmore
- Robin Nielsen.... Archie Howard
- Matt Frewer.... Mr. Clarkson